# Abdelaziz Ali Guechi
Abdelaziz Ali Guechi est un footballeur international algérien né le 1er novembre 1990 à Annaba. Il évolue au poste de défenseur au MO Béjaïa.

## Carrière
Abdelaziz réalise ses débuts professionnels en 2009 avec l'USM Annaba.
En 2010, il est sélectionné avec l'équipe d'Algérie U-23. Il participe avec cette équipe au championnat d'Afrique des nations des moins de 23 ans 2011 organisé au Maroc.
Le 1er juillet 2012, il signe un contrat avec le CA Bordj Bou Arreridj. Puis, le 1er juillet 2014, il signe un contrat avec RC Arbaâ.
Le 1er janvier 2015, il signe un contrat avec l'USM El Harrach. Ensuite, le 1er juillet 2015, il est transféré à l'ASM Oran.
Le 20 juillet 2016, il quitte l'Algérie et s'engage avec le club tunisien de l'AS Gabés

## Palmarès
- Accession en Ligue I en 2016 avec l'AS Gabés.